# Некрасов, Иван Михайлович
Иван Михайлович Некрасов (19 мая 1892, д. Березник, Костромская губерния — 17 октября 1964 года, Краснодар) — советский военачальник, Герой Советского Союза (11.09.1941). Генерал-майор (15.09.1943).

## Детство и молодость
Иван Михайлович Некрасов родился 19 мая 1892 года в деревне Березник ныне Кологривского района Костромской области в семье крестьянина.
Окончив начальную школу, Некрасов работал на судостроительстве и лесозаготовках, а также три года плавал на пароходе матросом-грузчиком.

## Первая мировая и Гражданская войны
В октябре 1913 года был призван в Русскую императорскую армию и направлен в Митавский 14-й гусарский полк 14-й кавалерийской дивизии, дислоцировавшийся в городе Ченстохова (юг Польши). Окончил учебную команду этого полка в 1914 году, Некрасов был выпущен в чине младшего унтер-офицера. С августа 1914 года воевал с полком на фронте  Первой мировой войны. Принимал участие в боях под Вильно, Варшавой, Лодзью, Остроленкой, был дважды ранен и один раз контужен. За боевые заслуги и храбрость в 1915 году произведён в старшие унтер-офицеры, а также награждён тремя Георгиевскими крестами и двумя Георгиевскими медалями.
В марте 1917 года переведён в 14-й стрелковый полк 14-й кавалерийской дивизии. За факты братания с противником полк был выведен с Западного фронта в район Двинска. В августе полк переведён в Петроград, в сентябре в город Лахти. Там заболел, попал в госпиталь в Петрограде, после выписки прикомандирован к Финляндскому резервному пехотному полку. В его составе активно участвовал в событиях Октябрьской революции в Петрограде, в том числе в охране мостов через Неву и Смольного института, а также в разоружении женских батальонов смерти и юнкеров.
В ноябре 1917 года вернулся в Митавский 14-й гусарский полк, избран солдатами командиром эскадрона. В январе 1918 года полк выведен в Череповецкий уезд (Новгородской губернии) и расформирован. В феврале старший унтер-офицер Некрасов был демобилизован и вернулся домой.
В Кологривском уезде стал большевистским активистом, по поручению местного ревкома занимался реквизицией хлеба для армии и боролся с кулаками. Также с марта 1918 года состоял в местном отряде Красной гвардии, где был помощником начальника группы. В том же 1918 году вступил в РКП(б).
В октябре 1918 года призван в Красную Армию и был направлен в Костромской конный запас, где служил командиром взвода. С января 1919 года Некрасов воевал в Гражданской войне на Восточном фронте в должности командира взвода 2-го Петроградского кавалерийского полка (5-я армия). В этой должности Некрасов прошёл с боями от Камы до Омска, сражаясь против войск адмирала А. В. Колчака. В боях под Челябинском в июле 1919 года попал в плен, через трое суток отбит при атаке красноармейцев. В бою у станции Московка под Омском 16 ноября 1919 года был тяжело ранен. Лечился в госпиталях в Омске.
После выздоровления в апреле 1920 года был назначен на должность командира эскадрона 62-го кавалерийского полка, а затем 8-го отдельного запасного кавалерийского дивизиона. В июле-августе 1920 года участвовал в ликвидации бандформирований Г. Ф. Рогова и других «атаманов» на Алтае.

## Межвоенный период
После расформирования дивизиона в ноябре 1920 года переведён в войска ЧОН и назначен командиром Омского отдельного кавалерийского дивизиона ЧОН. С начала 1921 года — командир Омского отдельного кавалерийского дивизиона ЧОН. Участник подавления Западно-Сибирского восстания, а затем боролся с бандитизмом в Славгородском уезде до конца 1923 года. В январе 1924 года его направили на учёбу.
В 1924 году окончил кавалерийское отделение Омских повторных курсов среднего комсостава при 1-й школе ЧОН. С 1924 года служил в 12-й стрелковой дивизии имени Сибревкома: командир взвода конной разведки 34-го стрелкового полка, помощник командира и командир отдельного кавалерийского эскадрона при штабе дивизии. Во время службы в этой дивизии окончил кавалерийские курсы усовершенствования комсостава РККА в Новочеркасске в 1927 году и Московские военно-ремонтные курсы усовершенствования командно-начальствующего состава РККА в 1929 году.
В 1929 году переведён командиром кавалерийского эскадрона 85-го Кубанского кавалерийского полка 9-й Дальневосточной кавалерийской бригады. Участвовал в конфликте на КВЖД в боях под городом Мишань-Фу.
С января 1930 — член 1-й Донской ремонтной комиссии (Новочеркасск), с декабря 1930 — старший член 1-й Приволжской ремонтной комиссии (Самара). С апреля 1932 года служил в штабе Особой Краснознамённой Дальневосточной армии: помощник начальника 9-го отдела, помощник начальника 4-го сектора 2-го отдела, начальник 3-го отделения 4-го отдела. С февраля 1939 года Некрасов служил начальником отделения в штабе Сибирского военного округа, с сентября 1940 — начальником отделения в отделе укомплектования; был депутатом Новосибирского городского Совета депутатов трудящихся.
В апреле 1941 года был назначен на должность командира 586-го стрелкового полка 107-й стрелковой дивизии СибВО (формировалась в Алтайском крае).

## Великая Отечественная война

### 1941 год
После начала Великой Отечественной войны, в конце июня, 107-я стрелковая дивизия включена в состав формирующейся в СибВО 24-й армии и вместе с ней направлена на фронт. Включена в состав Фронта резервных армий (с 30.07.1941 — Резервный фронт), строила оборонительный рубеж в Дорогобужском районе. Полк был введён в бой 20 июля в ходе Смоленского сражения, прорвал немецкую оборону и освободил деревню Каськово. Развивая успех, части полка освободили ещё несколько деревень и нанесли большой урон противнику. 11 августа 586-й стрелковый полк получил приказ взять высоту 251,1 около деревень Вязовка и Митино и к утру 12 августа высота была занята с минимальными потерями полка.
В конце августа — начале сентября полк под командованием полковника И. М. Некрасова (107-я стрелковая дивизия, 53-й стрелковый корпус, 24-я армия, Резервный фронт) принимал участие в Ельнинской наступательной операции. В одном из боёв И. М. Некрасов был контужен, но всё же продолжил командовать полком. В последующем 586-й стрелковый полк принимал участие в разгроме Басмановскую и Гурьевскую группировки противника и освобождении нескольких населённых пунктов, в том числе и села Гурьево, у которого трое суток шли бои. На подступах к Ельне 586-й стрелковый полк взял хорошо укреплённый рубеж, а также главный узел обороны противника. 6 сентября Ельня была освобождена. За участие в Ельнинской операции 586-й стрелковый полк был преобразован в 12-й гвардейский.
Указом Президиума Верховного Совета СССР от 11 сентября 1941 года «за образцовое выполнение боевых заданий командования на фронте борьбы с германским фашизмом и проявленные при этом отвагу и геройство» полковнику Ивану Михайловичу Некрасову присвоено звание Героя Советского Союза с вручением ордена Ленина и медали «Золотая Звезда» (№ 382).
После лечения в госпитале Иван Михайлович Некрасов в начале ноября сформировал 43-ю отдельную курсантскую стрелковую бригаду, которая 18 ноября была направлена под Москву. Бригада заняла оборонительные рубежи по Ленинградскому и Можайскому шоссе, а с 5 декабря участвовала в контрнаступлении РККА под Москвой. По ряду публикаций, 26 декабря при взятии города Руза Некрасов был вторично тяжело ранен, но по воспоминанию офицера 43 оксбр А. Н. Гуринова, ранение произошло ещё в первых боях бригады, между 18 и 20 ноября. Затем проходил длительное лечение в госпитале.

### 1942 и 1943 годы
В мае 1942 года Некрасов был назначен старшим офицером Генерального штаба при Военном совете 21-й армии Юго-Западного фронта. На этом посту принимал участие в Харьковском сражении в мае 1942 года, а затем прошёл все тяжелейшие сражения оборонительного этапа Сталинградской битвы на Сталинградском и Донском фронтах. В бою 14 ноября был тяжело ранен (третье ранение).
В мае 1943 года полковник Некрасов был назначен на должность командира в 52-ю гвардейскую стрелковую дивизию (23-й гвардейский стрелковый корпус, 6-я гвардейская армия). В ходе Курской битвы дивизия приняла главный удар противника, наступавшего на Курск с юга. На второй день после начала битвы, 6 июля, Некрасов был ранен и вновь вступил в должность командира дивизии лишь 8 августа 1943 года.
Некрасов командовал дивизией в ходе Белгородско-Харьковской наступательной операции и в битве за Днепр. Дивизия особо отличилась во время прорыва сильно укреплённого Томаровского узла. За мужество и умелое руководство боевыми действиями дивизии полковнику Ивану Михайловичу Некрасову 15 сентября 1943 года присвоено воинское звание генерал-майора.
В октябре дивизия в составе 6-й гвардейской армии передана на 2-й Прибалтийский фронт в район Невеля. 7 декабря 1943 года был назначен на должность командира 146-й стрелковой дивизии 3-й ударной армии этого фронта, которая вела бои в районе города Идрица.

### 1944 и 1945 годы
С 15 февраля 1944 года — командир 46-й гвардейской стрелковой дивизии этой же армии. 20 марта освобождён от должности по болезни и направлен в госпиталь. В мае направлен учиться в Высшую военную академию имени К. Е. Ворошилова. Однако большей частью болел, от программы обучения своей группы отстал и был направлен обратно на фронт.
С 10 октября 1944 года И. М. Некрасов командовал 68-й гвардейской стрелковой дивизией, с которой воевал в составе 6-й, 46-й, 7-й гвардейской и 26-й армий на 2-м Украинском и на 3-м Украинском фронтах. Участвовал в Будапештской и Венской наступательных операциях. Участвовал во взятии Будапешта и встретил Победу в Австрии.

## Послевоенная карьера
После войны генерал Некрасов продолжал командовать 68-й гвардейской стрелковой дивизией в составе Южной группы войск. В сентябре 1946 года генерал-майор И. М. Некрасов уволен в отставку по болезни.
Жил в Краснодаре. Умер 17 октября 1964 года и был похоронен в Краснодаре на Всесвятском кладбище.
- Имя И. М. Некрасова высечено на плите мемориального комплекса «Воинам-сибирякам».
- Мемориальный комплекс «Воинам-сибирякам», Ленино-Снегирёвский военно-исторический музей.

## Награды
- Медаль «Золотая Звезда» Героя Советского Союза (11.09.1941);
- два ордена Ленина (11.09.1941; 21.02.1945);
- два ордена Красного Знамени (17.05.1943; 03.11.1944);
- орден Кутузова 2-й степени (27.08.1943);
- орден Богдана Хмельницкого 2-й степени (28.04.1945);
- орден Отечественной войны 1-й степени (30.04.1945);
- медали СССР[7].

Российская империя
- Георгиевский крест 2-й степени;
- Георгиевский крест 3-й степени;
- Георгиевский крест 4-й степени;
- Георгиевская медаль 3-й степени;
- Георгиевская медаль 4-й степени.

Других государств
- Командор Ордена Британской Империи (Великобритания, 1944)[8].